# Doğanşar
Doğanşar est une ville et un district de la province de Sivas dans la région de l'Anatolie centrale en Turquie.

## Personnalités
Ahmet Ayik (1938-), lutteur champion olympique en 1968, est né à Doğanşar.